# Zvěrkovice
Zvěrkovice település Csehországban, a Třebíči járásban. Zvěrkovice Blížkovice, Hostim, Blanné, Moravské Budějovice, Jaroměřice nad Rokytnou és Blatnice településekkel határos. Lakosainak száma 222 fő (2024. január 1.).

## Népesség
A település lakosságának változását az alábbi diagram mutatja:
| Lakosok száma | 281  | 278  | 313  | 258  | 266  | 222  | 243  | 234  | 213  | 222  |
|               | 1869 | 1890 | 1921 | 1950 | 1980 | 2001 | 2017 | 2019 | 2022 | 2024 |